# Титан (мінералогія)
Титан-, титано- — частина назви мінералів.
Розрізняють:
- титан-авгіт (авгіт титановий),
- титанбетафіт (пірохлор титановий),
- титанбіотит (біотит титановий),
- титанвезувіан (везувіан титановий),
- титангеденбергіт (піжоніт титановий),
- титангематит (гематит з вмістом ТіО2 у вигляді твердого розчину),
- титангідрокліногуміт (кліногуміт титанистий, який не містить флуору),
- титанґранат (ґранат титановий),
- титандіопсид (діопсид титановий),
- титаневксеніт (полікраз),
- титанельпідит (ельпідит титановий — водний силікат натрію і цирконію з незначним вмістом титану),
- титаніоферит (ільменіт),
- титанкальк (рутил),
- титанкліногуміт (кліногуміт титановий),
- титанмеланіт (андрадит, який містить титан),
- титанмікроліт (мікроліт титановий),
- титанобіотит (біотит титановий),
- титанобручевіт (бетафіт ітріїстий),
- титаногематит (змішані кристали, в яких від 30-90% Fe2O3 заміщена FeTiO3),
- титаногідрокліногуміт (титангідрокліногуміт),
- титаноельпідит (титанельпідит),
- титанесхініт, титанешиніт (ешиніт титановий),
- титанокліногуміт (кліногуміт титановий),
- титаноколумбіт (різновид колумбіту з Вишневих гір на Уралі, РФ, яка містить до 13% ТіО2),
- титаноксидфавас (загальна назва рутилу і анатазу у вигляді гальки прихованокристалічної будови),
- титанолівін (1. Титаногідрокліногуміт. 2. Олівін титановий.),
- титаноловеніт (ловеніт титановий),
- титаномаґгеміт (маґгеміт, який містить у твердому розчині понад 2% ТіО2; має структуру шпінелі; утворюється внаслідок окиснення титаномагнетиту),
- титаномеланіт (андрадит, який містить титан), титаноморфіт (лейкоксен),
- титатоненадкевичит (проміжний мінерал ізоморфного ряду ненадкевичит — лабунцовіт),
- титанопріорит (бломстрандин — пріорит Y(Nb, Ti)2O6, який містить понад 27% ТіО2),
- титантухоліт (тухоліт титановий),
- титаноферит (ільменіт),
- титанохондродит (хондродит титановий),
- титаноцерит (титаноцирконсилікат Ce, Y, La),
- титаношпінель (ульвошпінель),
- титан-піжоніт (піжоніт титановий),
- титанпірохлор (пірохлор титановий),
- титантурмалін (турмалін титановий),
- титанфавас (рутил і анатаз у вигляді гальки прихованокристалічної будови),
- титаншерл (рутил),
- титаншпінель (ульвошпінель).